# Milton Friedman
Milton Friedman (Brooklyn, New York, 1912. július 31. – San Francisco, 2006. november 16.) Nobel-emlékdíjas amerikai közgazdász, aki 1976-ban a fogyasztáselemzéshez, a pénztörténethez és -elmélethez való hozzájárulásáért, valamint a stabilizációs politika összetettségének bemutatásáért kapott Nobel-díjat.

## Tanulmányai
Magyarországi zsidó bevándorlók gyermekeként született. Apja Friedman Jenő Saul, anyja Landau Sára Eszter volt, akik Beregszászról (ma Ukrajna) vándoroltak ki az Újvilágba. Röviddel megszületése után a család New Jersey-be, Rahwayba költözött. Friedman a helyi középiskolában érettségizett 1928-ban, kevéssel 16. születésnapja előtt.
A Rutgers Egyetemen végezte felsőfokú tanulmányait. Matematikából diplomázott, és aktuárius szeretett volna lenni. A Rutgersen töltött idő alatt két közgazdász tett rá mély benyomást, akik meggyőzték őt, hogy a közgazdaságtan kiutat mutathat a nagy gazdasági világválságból.
A Chicagói Egyetemen is volt hallgató, ott 1933-ban szerzett diplomát. 1933–1934-ben a Columbia Egyetemen tanult statisztikát.

## Közgazdászkarrierje
1934-ben visszaért Chicagóba, egy évig Henry Schultz kutatási asszisztense volt. 1935-ben képtelen volt állást találni, így Washingtonba utazott, ahol Franklin D. Roosevelt New Deal programja volt a fiatal közgazdászok megmentője. 1935-től a National Resources Committee-nél kezdett dolgozni, majd 1937 őszén a National Bureau of Economic Research munkatársa lett. 1940-ben a Wisconsini Egyetem közgazdasági tanszékén lett professzor, de a tanszéken dúló antiszemitizmus miatt inkább visszatért a kormány szolgálatába.
A háborús éveket a Szövetségi Kormányzatnál töltötte, és segédkezett a pénzügyminisztériumban. 1942-ben ő volt az, aki a pénzügyminisztérium szóvivőjeként a keynesiánus adópolitikát ajánlotta. 1943-ban a Columbia Egyetemre került, ahol matematikai statisztikával, fegyvertervezési problémákkal és hadi taktikával foglalkozott. 1945-ben beadta doktori disszertációját a Columbiára. 1946-ban kapta meg a doktori címét (PhD). 1945 és 1946 között a Minnesotai Egyetemen tanított. 1946-ban elfogadta a Chicagói Egyetem meghívását, hogy közgazdaságtant tanítson. A következő 30 évet Chicagóban töltötte. Kiépített egy olyan kört, melynek később számos Nobel-díjas közgazdász volt a tagja.
A Nixon-adminisztráció alatt az önkéntes hadsereg visszaállításának lehetőségét vizsgáló bizottság tagja volt. Téves pletykák szerint 1973–1974 között Pinochet chilei diktátor gazdasági tanácsadójaként dolgozott. A valóságban Friedman csak egyszer adott tanácsot a diktátornak 1975-ben, amikor is a demokratikus átalakulásra tett javaslatot. A tanácsot Pinochet nem fogadta meg.
1976-ban kapta meg a Közgazdasági Nobel-emlékdíjat a fogyasztáselemzéshez, a pénztörténethez és -elmélethez való hozzájárulásáért, valamint a stabilizációs politika összetettségének bemutatásáért. 1977-ben vonult nyugdíjba a Chicagói Egyetemről. Feleségével San Franciscóba költöztek. Az 1980-as elnökválasztási kampányban Ronald Reagan mellett nem hivatalos tanácsadó volt, majd a Reagan-kormányzatot is szolgálta. 1988-ban megkapta a Nemzeti tudományos emlékérmet.

## Emlékezete
2018. augusztus 1-től nevét viseli a budapesti Milton Friedman Egyetem (volt Zsigmond Király Egyetem).

## Munkái
- "Why Money Matters," Wall Street Journal, Nov. 17, 2006, p. A20 (last words, with lovely NBER-type figure)
- J. Daniel Hammond and Claire H. Hammond, ed., Making Chicago Price Theory: Friedman-Stigler Correspondence, 1945-1957. Routledge, 2006. 165 pp. ISBN 0-415-70078-7
- "Reflections on A Monetary History," The Cato Journal, Vol. 23, 2004, essay
- Two Lucky People: Memoirs (with Rose Friedman) ISBN 0-226-26414-9 (1998) excerpt and text search
- George J. Stigler, 1911-1991: Biographical Memoir, (National Academy of Sciences: 1998), online
- "The Case for Free Trade" with Rose Friedman, 1997, Hoover Digest magazine article
- Money Mischief: Episodes in Monetary History (1994) ISBN 0-15-162042-3, 28 6pp.
- George Stigler: A Personal Reminiscence, Journal of Political Economy Vol. 101, No. 5 (Oct., 1993), pp. 768–773 JSTOR
- "The Drug War as a Socialist Enterprise," in Arnold S. Trebach, ed. Friedman and Szasz on Liberty and Drugs: Essays on the Free Market and Prohibition (Drug Policy Foundation Press: 1992)
- Economic Freedom, Human Freedom, Political Freedom ISBN 1-883969-00-X (1992), short pamphlet
- The Essence of Friedman, essays edited by Kurt R. Leube, (1987) (ISBN 0-8179-8662-6)
- "The Case for Overhauling the Federal Reserve, 1985, Challenge magazine article
- Free to Choose: A personal statement, with Rose Friedman, (1980)
- From Galbraith to Economic Freedom, Institute of Economic Affairs, Occasional Paper 49 (1977)
- There's No Such Thing as a Free Lunch (1975), columns from Newsweek magazine online version
- Unemployment versus Inflation?, Institute of Economic Affairs, Occasional Paper 44 (1975)
- Social Security: Universal or Selective? with Wilbur J. Cohen (1972)
- Capitalism and Freedom, online version
- Roofs or Ceilings?: The Current Housing Problem with George J. Stigler (Foundation for Economic Education, 1946), 22 pp. attacks

### Magyarul megjelent művei
- Milton Friedman–Rose Friedman: A szabad választás; Kossuth, Bp., 1986
- Infláció, munkanélküliség, monetarizmus. Válogatott tanulmányok; vál. Riesz Miklós, bev. Szalkai István, ford. Király Júlia, Szász János; Közgazdasági és Jogi, Bp., 1986
- Milton Friedman: Kapitalizmus és szabadság; közrem. Rose Friedman, ford. Suzanne M. Bősze; Akadémiai–MET, Bp.–Bradenton, 1996
- Milton Friedman–Rose Friedman: Választhatsz szabadon; ford. Galambos János;  Akadémiai–MET, Bp.–Bradenton, 1998

## Külső hivatkozások
- A Nobelprize.org hivatalos honlapján
- Illik-e Milton Friedmanről egyetemet elnevezni Magyarországon? – Qubit.hu, 2017. december 19.